# Augochloropsis rotalis
Augochloropsis rotalis är en biart som först beskrevs av Joseph Vachal 1903.  Augochloropsis rotalis ingår i släktet Augochloropsis och familjen vägbin. Inga underarter finns listade.